# Ramones Mania vol.2
Ramones Mania vol.2 è una compilation della band punk Ramones, pubblicata solo in Giappone.

## Tracce
1. Censorshit - 3:25 (Joey Ramone)
2. Poison Heart - 4:03 (Dee Dee Ramone / Daniel Rey)
3. Strenght to Endure - 2:59 (Dee Dee Ramone / Daniel Rey)
4. It's Gonna be Alright - 3:19 (Joey Ramone / Andy Shernoff)
5. Take it as it Comes - 2:07 (Jim Morrison / John Densmore / Robby Kriegger / Ray Manzarek)
6. I Won't Let it Happen - 2:20 (Joey Ramone / Andy Shernoff)
7. Touring - 2:50 (Joey Ramone)
8. Journey to the Center of the Mind - 2:51 (Ted Nugent / Steve Farmer)
9. Substitute - 3:14 (Pete Townshend)
10. Somebody to Love - 2:31 (Darby Slick)
11. 7 and 7 is - 1:50 (Arthur Lee)
12. My Back Pages - 2:26 (Bob Dylan)
13. Have you Ever Seen the Rain? - 2:21 (John Fogerty)
14. I Don't Want to Grow Up - 2:43 (Tom Waits / Kathleen Brennan)
15. The Crusher - 2:24 (Dee Dee Ramone / Daniel Rey)
16. Life's a Gas - 3:32 (Joey Ramone)
17. Take the Pain Away - 2:41 (Dee Dee Ramone / Daniel Rey)
18. I Love you - 2:19 (Johnny Thunder)
19. Cretin Family - 2:07 (Dee Dee Ramone / Daniel Rey)
20. Have a Nice Day - 1:38 (Marky Ramone / Garret Uhlenbrook)
21. Got a Lot to Say - 1:39 (C.J. Ramone)
22. She Talks to Rainbows - 3:12 (Joey Ramone)
23. Spiderman - 2:05 (Robert Harris / Paul Francis Webster)
24. Anyway you Want it - 2:18 (Dave Clark)
25. R.A.M.O.N.E.S. (cantata da C.J. Ramone) - 1:22 (Lemmy Kilmister / Burston / Cambell / Taylor)

## Formazione
- Joey Ramone - voce
- Johnny Ramone - chitarra
- C.J. Ramone - basso e voce
- Marky Ramone - batteria